# Коноплянка (річка)
Коноплянка — річка в Кропивницькому районі Кіровоградської області, права притока Сугоклії Каменуватої (басейн Південного Бугу).

## Опис
Довжина річки 13 км, похил річки — 5,0 м/км. Формується з 1 безіменного струмка та багатьох водойм. Площа басейну 54,2 км2.

## Розташування
Коноплянка бере початок в селі Ганнинське. Тече переважно на північний схід через села Дар'ївку та Іванівку. На південно-західній околиці міста Кропивницького впадає у річку Сугоклію Каменувату, праву притоку Інгулу.